# Rhopalomyia nucula
Rhopalomyia nucula är en tvåvingeart som beskrevs av Gagne 1983. Rhopalomyia nucula ingår i släktet Rhopalomyia och familjen gallmyggor. Inga underarter finns listade i Catalogue of Life.